# OVW Women's Championship
O OVW Women's Championship é um título de wrestling profissional da Ohio Valley Wrestling (OVW). 
Foi criado no dia 12 de Julho de 2006, durante o programa da OVW na TV, quando ODB apareceu com o título, dizendo que ela ganhou o campeonato no Rio de Janeiro, Brasil (uma kayfabe referência a importantes títulos da WWE como o WWE Championship e o WWE Intercontinental Championship, criados no Rio de Janeiro). Inicialmente não foi reconhecido pela OVW, mas após ODB defender o título semanalmente, ganhou o status de 'campeonato feminino'.

## História do título
| Campeã         | Vezes       | Data                    | Localização:           | Evento:                       | Notas:                                                     |
| ODB            | 1           | 12 de Julho de 2006     | Rio de Janeiro, Brasil | Desconhecido                  | Suposta disputa de um torneio                              |
| Serena         | 1           | 13 de Setembro de 2006  | Louisville, Kentucky   | OVW TV Taping                 | Ganhou uma luta Fatal-Fourway                              |
| Beth Phoenix   | 1           | 4 de Outubro de 2006    | Louisville, Kentucky   | OVW TV Taping                 | Derrotando a Serena                                        |
| Katie Lea      | 1           | 1 de Novembro de 2006   | Louisville, Kentucky   | OVW TV Taping                 | Ganhou uma luta Gauntlet                                   |
| ODB            | 2           | 1 de Junho de 2007      | Louisville, Kentucky   | OVW Six Flags Show            | Derrotando a Katie Lea                                     |
| Roucka         | 1           | 19 de Setembro de 2007  | Louisville, Kentucky   | OVW TV Taping                 | Derrotando Serena, Melody, Josie, Katie Lea e ODB          |
| Katie Lea      | 2           | 20 de Fevereiro de 2008 | Louisville, Kentucky   | OVW TV Taping                 | Derrotando a Roucka                                        |
| Josie          | 1           | 27 de Fevereiro de 2008 | Louisville, Kentucky   | OVW TV Taping                 | Derrotando a Katie Lea                                     |
| Serena         | 2           | 23 de Maio de 2008      | Louisville, Kentucky   | OVW Six Flags Show            | Derrotando a Josie                                         |
| Josie          | 2           | 2 de Julho de 2008      | Louisville, Kentucky   | OVW TV Tapings                | Derrotando a Serena                                        |
| Serena         | 3           | 2 de Julho de 2008      | Louisville, Kentucky   | OVW TV Tapings                | Derrotando a Josie                                         |
| Reggie         | 1           | 16 de Julho de 2008     | Louisville, Kentucky   | OVW TV Tapings                | Derrotando a Serena                                        |
| Serena         | 4           | 16 de Julho de 2008     | Louisville, Kentucky   | OVW TV Tapings                | Derrotando a Reggie                                        |
| The Baroness   | 1           | 24 de Julho de 2008     | Louisville, Kentucky   | DCW TV Tapings                | Derrotando a Serena e Josie                                |
| Serena         | 5           | 24 de Julho de 2008     | Louisville, Kentucky   | DCW TV Tapings                | Derrotando a The Baroness                                  |
| Josie          | 3           | 31 de Julho de 2008     | Louisville, Kentucky   | DCW TV Tapings                | Derrotando a Serena                                        |
| Serena         | 6           | 7 de Agosto de 2008     | Louisville, Kentucky   | DCW TV Tapings                | Derrotando a Josie                                         |
| Melody         | 1           | 12 de novembro de 2008  | Louisville, Kentucky   | OVW TV Tapings                | Derrotando Serena, Reggie e Josie                          |
| Epiphany       | 1           | 12 de agosto de 2009    | Louisville, Kentucky   | OVW TV Tapings                | Derrotando Melody                                          |
| Hannah Blossom | 1           | 7 de outubro de 2009    | Louisville, Kentucky   | OVW TV Tapings                | Derrotando Epiphany                                        |
| Josie          | Não oficial | 28 de novembro de 2009  | Louisville, Kentucky   | OVW Thanksgiving Thunder 2009 | Derrotando Hannah Blossom                                  |
| Hannah Blossom | 1 (2)       | 2 de dezembro de 2009   | Louisville, Kentucky   | OVW TV Taping                 | Título devolvido a Blossom por decisão dos oficiais da OVW |
| Josie          | 4 (5)       | 16 de dezembro de 2009  | Louisville, Kentucky   | OVW TV Taping                 | Derrotando Hannah Blossom                                  |
| CJ Lane        | 1           | 24 de março de 2010     | Louisville, Kentucky   | OVW Riot Act                  | Derrotando Josie                                           |
| Taryn Shay     | 1           | 26 de junho de 2010     | Louisville, Kentucky   | OVW Trial by Fire             | Derrotando CJ Lane                                         |
| Holly Blossom  | 1           | 31 de julho de 2010     | Louisville, Kentucky   | OVW Futureshock 2             | Derrotando Taryn Shay                                      |
| Josie          | 5 (6)       | 28 de agosto de 2010    | Louisville, Kentucky   | OVW Riot act                  | Derrotando Holly Blossom                                   |

## Ligações Externas
- História no site da OVW
- História de títulos da OVW